# George Odgers
George James Odgers (Perth, 29 de março de 1916 – 2008) foi um militar australiano, jornalista e historiador. Odgers serviu o exército australiano como soldado e como oficial; posteriormente, serviu também na Real Força Aérea Australiana (RAAF) como Capitão. Foi também um dos autores da história oficial das Forças Australianas durante a Segunda Guerra Mundial.

## Historiador e jornalista militar

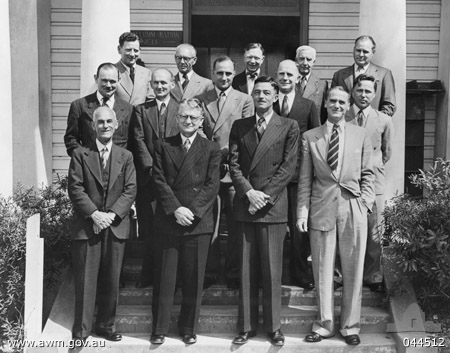
Odgers (segunda linha, terceira da esquerda) com os outros autores da Austrália na Guerra de 1939-1945 em 1954

Pouco depois do fim da guerra, foi seleccionado para ser um dos autores da série aérea da Australia in the War of 1939–1945, iniciando a sua carreira como historiador militar. O primeiro livro de Odgers foi uma história do Esquadrão N.º 77 da RAAF na Guerra da Coreia, intitulado Across the Parallel, que foi publicado em 1952. O seu volume da história oficial, Air War Against Japan 1943–1945, foi publicado em 1957 e cobriu as operações da RAAF na Guerra do Pacífico de 1943 em diante. A história oficial foi seguida por The Royal Australian Air Force (1965), The Golden Years (1971) e Mission Vietnam (1974). Todos esses trabalhos foram guiados pelas suas experiências na RAAF e apelaram com sucesso para um público popular "sem sacrificar detalhes ou rigor".
Odgers trabalhou como jornalista de defesa em paralelo com a sua carreira como historiador militar. Depois que o Argus fechou em 1956, foi contratado pela nova estação de televisão GTV-9 e trabalhou na sua equipa de produção de notícias. Ele mudou-se para The Age em 1960 como um escritor especial com foco em questões de defesa. Odgers casou-se com Elizabeth Garrod em 1954 e o casal teve dois filhos.
Em 1965, Odgers tornou-se o chefe de relações-públicas do Departamento do Ar e, posteriormente, da RAAF. Ocupou esse cargo até 1975, quando se tornou Diretor de Estudos e Informações Históricas do Departamento de Defesa.

Odgers aposentou-se do Departamento de Defesa em 1981, mas continuou a trabalhar como historiador. Publicou histórias ilustradas da Marinha Real Australiana, Força Aérea e Exército em 1982, 1984 e 1988, respectivamente. A sua história de dois volumes do envolvimento da Austrália em 11 guerras, Diggers, foi publicada em 1994. O seu último trabalho foi uma biografia do Wing Commander Dick Cresswell, Mr Double Seven, que encontrou uma editora pouco antes da sua morte no início de 2008, aos 91 anos. Odgers foi o último membro vivo dos 14 historiadores que escreveram A Austrália na Guerra de 1939-1945 e deixou dois dos seus irmãos, a sua esposa e filhos e cinco netos.